# 1588
1588 (MDLXXXVIII) je bilo prestopno leto, ki se je po gregorijanskem koledarju začelo na petek, po 10 dni počasnejšem julijanskem koledarju pa na ponedeljek.

## Dogodki
- 6. avgust – Španska armada: »Bitka pri Gravelinesu«: angleška mornarica pod vodstvom Lorda  Charles Howarda and Sira Francis Drakea uspešnejša od španskih napadalcev

## Rojstva
- 5. april - Thomas Hobbes, angleški filozof († 1679)
- 8. september - Marin Mersenne, francoski matematik, fizik, filozof, teolog, muzikolog († 1648)

## Smrti
- 5. januar – Qi Jiguang, kitajski general (* 1528)
- 23. december - Henrik I. Guiški, ustanovitelj Katoliške lige  (* 1550)

Neznani datum
- Sonam Gyatso, tretji dalajlama (* 1543)